# Vidar Evensen
Vidar Evensen (13 luglio 1971) è un ex calciatore norvegese, di ruolo difensore.

## Carriera

### Club
Evensen giocò nello Strindheim, per poi passare al Lyn Oslo. Esordì nella nuova squadra il 16 aprile 1994, nel pareggio per 2-2 proprio contro il suo ex club dello Strindheim. Nel 1995, tornò allo Strindheim. L'anno seguente, fu acquistato dal Kongsvinger, per cui debuttò il 17 giugno 1996, nel successo per 5-4 sullo Start, dove andò anche a segno.
Nel 2000 passò ai polacchi del Widzew Łódź. Nel 2001 tornò in patria, per militare nelle file dello Strømsgodset. Il primo incontro in squadra lo disputò il 16 aprile, quando fu titolare nel pareggio per 2-2 contro il Lyn Oslo. Andò in gol, anche questa volta, al suo esordio.
In seguito, vestì le maglie di Larvik, Tollnes, Notodden ed Ørn-Horten.